# Тун Перак
Тун Перак (Tun Perak) — бендахара (перший міністр) Малаккського султанату в 1456—1498 роки. Був фактичним правителем при султанах Мансур-шаху, Ала-ад-дін Ріайят-шаху і Махмуд-шаха, з якими був пов'язаний родинними зв'язками. У 1456 році розгромив біля Бату-Пахат сіамський флот, відстоявши незалежність султанату. Здійснював широку завойовницьку політику: при ньому були захоплені Паханг, Джохор, Кедах, Тренгану, архіпелаг Ріау-Линга, а також князівства на східній Суматрі — Кампар, Сіак, Рока, Індрагірі. Підтримував торгівлі, залучаючи в Малакку купців всіх національностей.